# Himantura microphthalma
Himantura microphthalma is een vissensoort uit de familie van de pijlstaartroggen (Dasyatidae). De wetenschappelijke naam van de soort is voor het eerst geldig gepubliceerd in 1948 door Chen.